# Saint-Georges-des-Gardes
Saint-Georges-des-Gardes és un municipi francès situat al departament de Maine i Loira i a la regió de País del Loira. L'any 2007 tenia 1.603 habitants.

## Demografia

### Població
El 2007 la població de fet de Saint-Georges-des-Gardes era de 1.603 persones. Hi havia 564 famílies de les quals 108 eren unipersonals (52 homes vivint sols i 56 dones vivint soles), 184 parelles sense fills, 248 parelles amb fills i 24 famílies monoparentals amb fills.
La població ha evolucionat segons el següent gràfic:
Habitants censats

### Habitatges
El 2007 hi havia 608 habitatges, 566 eren l'habitatge principal de la família, 13 eren segones residències i 29 estaven desocupats. 593 eren cases i 9 eren apartaments. Dels 566 habitatges principals, 443 estaven ocupats pels seus propietaris, 116 estaven llogats i ocupats pels llogaters i 7 estaven cedits a títol gratuït; 1 tenia una cambra, 20 en tenien dues, 68 en tenien tres, 127 en tenien quatre i 350 en tenien cinc o més. 420 habitatges disposaven pel capbaix d'una plaça de pàrquing. A 224 habitatges hi havia un automòbil i a 312 n'hi havia dos o més.

### Piràmide de població
La piràmide de població per edats i sexe el 2009 era:
| Homes | Edats   | Dones |
| ----- | ------- | ----- |
| 0     | 95 o +  | 4     |
| 4     | 90 a 94 | 12    |
| 4     | 85 a 89 | 16    |
| 16    | 80 a 84 | 12    |
| 28    | 75 a 79 | 44    |
| 28    | 70 a 74 | 60    |
| 24    | 65 a 69 | 24    |
| 24    | 60 a 64 | 40    |
| 12    | 55 a 59 | 12    |
| 48    | 50 a 54 | 44    |
| 64    | 45 a 49 | 56    |
| 60    | 40 a 44 | 48    |
| 52    | 35 a 39 | 72    |
| 28    | 30 a 34 | 36    |
| 36    | 25 a 29 | 36    |
| 52    | 20 a 24 | 40    |
| 96    | 15 a 19 | 84    |
| 60    | 10 a 14 | 76    |
| 32    | 5 a 9   | 28    |
| 44    | 0 a 4   | 32    |

## Economia
El 2007 la població en edat de treballar era de 980 persones, 788 eren actives i 192 eren inactives. De les 788 persones actives 755 estaven ocupades (412 homes i 343 dones) i 33 estaven aturades (9 homes i 24 dones). De les 192 persones inactives 76 estaven jubilades, 66 estaven estudiant i 50 estaven classificades com a «altres inactius».

### Ingressos
El 2009 a Saint-Georges-des-Gardes hi havia 565 unitats fiscals que integraven 1.548,5 persones, la mediana anual d'ingressos fiscals per persona era de 17.584 €.

### Activitats econòmiques
Dels 55 establiments que hi havia el 2007, 1 era d'una empresa extractiva, 3 d'empreses alimentàries, 1 d'una empresa de fabricació de material elèctric, 1 d'una empresa de fabricació d'elements pel transport, 4 d'empreses de fabricació d'altres productes industrials, 12 d'empreses de construcció, 11 d'empreses de comerç i reparació d'automòbils, 3 d'empreses d'hostatgeria i restauració, 4 d'empreses financeres, 3 d'empreses immobiliàries, 8 d'empreses de serveis i 4 d'empreses classificades com a «altres activitats de serveis».
Dels 18 establiments de servei als particulars que hi havia el 2009, 3 eren tallers de reparació d'automòbils i de material agrícola, 1 paleta, 1 guixaire pintor, 3 fusteries, 1 lampisteria, 2 electricistes, 1 empresa de construcció, 3 perruqueries, 2 restaurants i 1 agència immobiliària.
Dels 2 establiments comercials que hi havia el 2009, 1 era una botiga de més de 120 m² i 1 una carnisseria.
L'any 2000 a Saint-Georges-des-Gardes hi havia 63 explotacions agrícoles que ocupaven un total de 2.112 hectàrees.

## Equipaments sanitaris i escolars
El 2009 hi havia una escola elemental.

## Poblacions més properes
El següent diagrama mostra les poblacions més properes.